# Theodor Friedrich Trendelenburg

Theodor Friedrich Trendelenburg (1778) in Göttingen

Theodor Friedrich Trendelenburg (* 1755 in Lübeck; † 1827 ebenda) war ein deutscher Mediziner.

## Leben
Er entstammte der norddeutschen Gelehrtenfamilie Trendelenburg und war ein Sohn des Lübecker Stadtphysicus Karl Ludwig Friedrich Trendelenburg. Johann Georg Trendelenburg war einer seiner jüngeren Brüder. Er studierte ab 1777 Medizin an der Universität Göttingen und promovierte dort 1779 zum Dr. med. Aus dieser Zeit hat sich sein Schattenriss in der Silhouetten-Sammlung Schubert in der Handschriften Abteilung der SUB Göttingen erhalten. Er wurde Arzt in Lübeck und Stadtphysicus wie schon sein Vater zuvor. 1799 führte er gemeinsam mit dem Lübecker Arzt Georg Heinrich Behn die erste Pockenimpfung mit Kuhpockenlymphe durch. Die dafür erforderliche Pockenlymphe beschaffte Behn von Jean de Carro aus Wien. Mit der Schlacht bei Lübeck 1806 und dem Beginn der Lübecker Franzosenzeit wurde die Lübecker Ärzteschaft vor kaum lösbare Probleme auf dem Gebiet der Hygiene und der Versorgung der Verwundeten gestellt. Dies ließ sie zunächst informell zusammenrücken, um dem Lübecker Rat die erforderlichen Ratschläge mit einer Stimme zu geben. 1809 war Trendelenburg im Zusammenwirken mit Behn maßgeblich an der formellen Gründung des Ärztlichen Vereins zu Lübeck beteiligt, dem ältesten berufsrechtlichen Zusammenschluss von Medizinern in Deutschland, der auch heute noch besteht. Das Motto der Gründung war: 

„Ein Einzelner hilft nicht, sondern wer sich mit Vielen zur rechten Stunde vereinigt!“

1813 trat Trendelenburg als Stadtphysicus in den Ruhestand; zu seinem Nachfolger berief der Rat Heinrich Wilhelm Danzmann.

## Schriften
- De sterni costarumque in respiratione vera genuinaque motus ratione, Göttingen 1779 (Digitalisat)
  - Briefwechsel mit Christoph Friedrich Hellwag im Ostholstein-Museum in Eutin.